# Kate Mundt
Kate Helene Mundt (* 9. Januar 1930 in Kalundborg; † 5. Mai 2004 in Hørsholm) war eine dänische Schauspielerin.

## Leben
Kate Mundt wuchs als Tochter des Stellmachers Richard Mundt und dessen Frau Elisabeth Rasmussen in der Kleinstadt Kalundborg auf. Sie hatte väterlicherseits deutsche Vorfahren.
Nach ihrem Schulabschluss absolvierte sie von 1948 bis 1952 ihre Schauspielausbildung an der Eleveskole des Königlichen Theaters Kopenhagen, wo sie auch ihr Bühnendebüt als Darstellerin hatte. Als Bühnendarstellerin wirkte sie in zahlreichen Theaterstücken, Operetten, Musicals, Varieté-Shows und in Ballett-Aufführungen mit, so unter anderem auch am Folketeatret, am Odense Teater, am Aarhus Teater, am Theater Helsingør, am Betty-Nansen-Theater oder am Aalborg-Theater, wo sie langjährig als festes Ensemblemitglied engagiert war. Sie spielte dabei oftmals unter der Regie von Stig Lommer und Helge Rungwald. Sie wirkte als Schauspielerin vor der Kamera von 1951 bis 1978 in mehr als 20 Film-und-Fernsehproduktionen mit. Daneben war sie auch als Synchronsprecherin für Zeichentrickfilme tätig, wie beispielsweise für Bambi. Mundt beendete ihre schauspielerische Karriere in den 1990er-Jahren aus gesundheitlichen Gründen.
Kate Mundt war zweimal verheiratet und hatte keine Kinder. Ihr erster Ehemann war von 1956 bis 1966 der Schauspieler und Sänger Preben Uglebjerg (1931–1968). Ihr zweiter Ehemann war von 1978 bis zu ihrem Tod der Redakteur Hans Mogensen (1930–2007).
Mundt starb am 5. Mai 2004 im Alter von 74 Jahren nach längerer Krankheit in einem Pflegeheim in Hørsholm, wo sie ihre letzten Lebensjahre verbrachte. Sie wurde zunächst auf dem Kopenhagener Assistenzfriedhof beigesetzt. Seit einer Umbettung befindet sich ihre Grabstätte auf dem Hørsholm-Kirkegard.

## Filmografie (Auswahl)
- 1951: Sittenpolizei greift ein
- 1952: Rekrut 67, Petersen
- 1955: Der kom en dag
- 1958: Ullabella
- 1959: Cabaret la Blonde
- 1968: Missbraucht
- 1970: Rend mig i revolutionen
- 1971: Mutti, Mutti, er hat doch gebohrt
- 1974: Graf Bobby und seine Nichten
- 1975: Justine und Juliette
- 1975: Ein Doppeldecker für Madame O.
- 1976: Deine Frau betrügt uns
- 1977: Madame O. und ihre ganz teuren Mädchen
- 1978: Ein Haus in der Provinz (Fernsehserie, 1 Folge)